# Sulzschneid
Sulzschneid ist ein Gemeindeteil der Stadt Marktoberdorf und eine Gemarkung im Landkreis Ostallgäu im bayerischen Regierungsbezirk Schwaben.
Das Pfarrdorf liegt südöstlich des Hauptortes Marktoberdorf. Östlich des Ortes fließt der Kesselbach und westlich der Lobach, ein rechter Nebenfluss der Wertach.
Die Gemarkung liegt vollständig im Stadtgebiet von Marktoberdorf. Auf ihr liegen die Gemeindeteile Balteratsried, Hummeratsried und Sulzschneid. Im Jahr 1961 umfasste sie 1267,72 Hektar.

## Bauwerke
In der Liste der Baudenkmäler in Marktoberdorf sind für Sulzschneid sieben Baudenkmale aufgeführt, darunter:
- Die 1739/40 erbaute barocke katholische Pfarrkirche St. Pankratius ist ein Saalbau mit Satteldach und quadratischem Nordturm mit Oktogon und Zwiebelhaube. Der Turm wurde 1742 vollendet.
- Die aus der 2. Hälfte des 18. Jahrhunderts stammende Friedhofsmauer besteht aus Ziegelmauerwerk mit Blendbögen.